# Alessandro Bonetti (pilota automobilistico)
Alessandro Bonetti (Trento, 10 aprile 1985) è un pilota automobilistico italiano.
Dopo una carriera kartistica ai vertici internazionali passa nel 2004 alle monoposto arrivando 2º nel campionato italiano di Formula Renault 1.6 e vincendo nello stesso anno il meeting europeo di categoria a Spa-Francorchamps. L'anno successivo finisce al quarto posto la Formula 3000 Euro Cup, passando nel 2006 alla World Series. Nel 2007 esordisce in Gran Turismo arrivando terzo nella Le Mans Series e terzo nell'International GT Open.